# Mirza Gázi bég

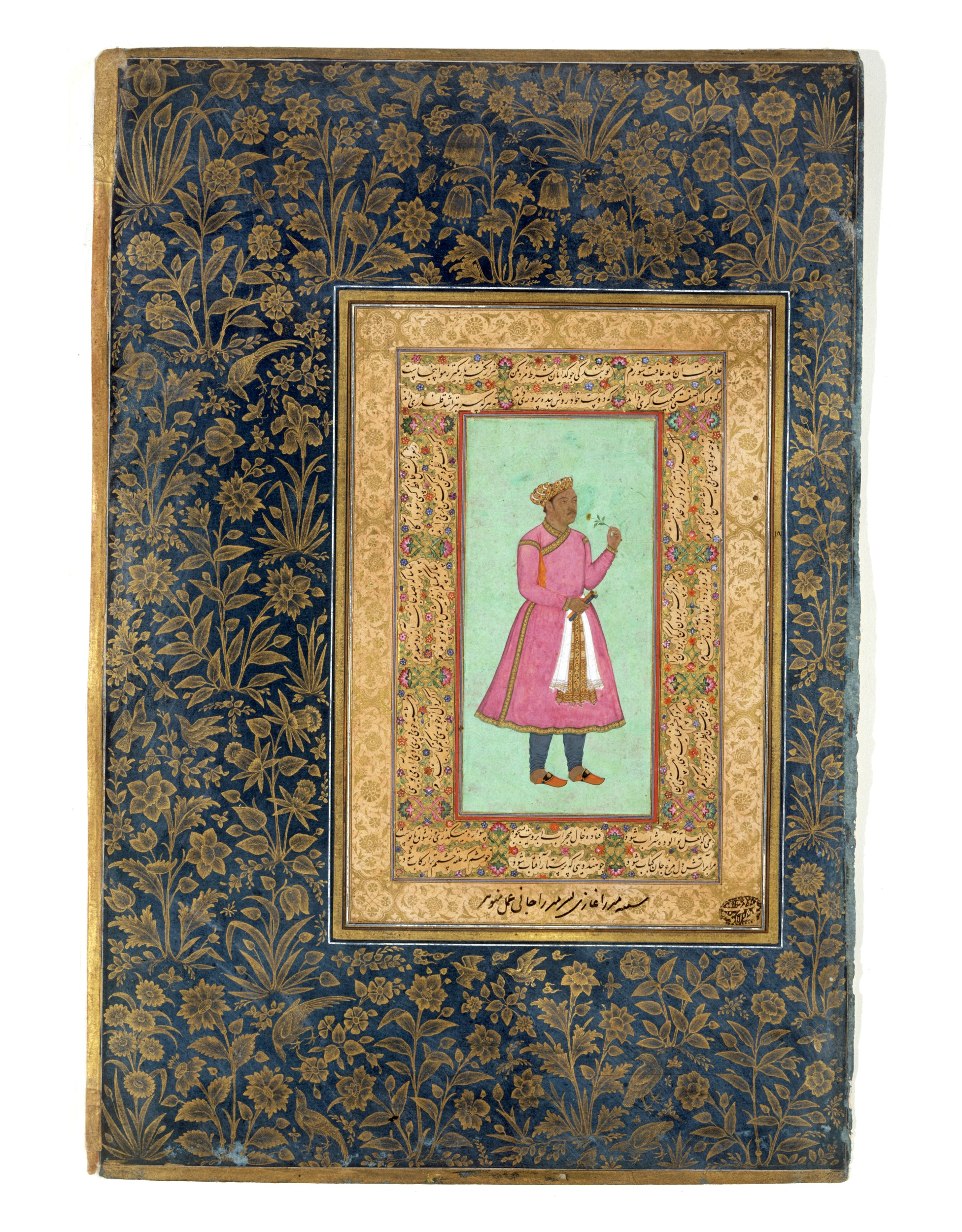
Mirza Gázi portréja

Mirza Gázi Tarkán bég (perzsául: میرزا غازى بیگ ترخان) a szindhi Tarkán-dinasztia tagjaként igazgatta Szindhet annak fővárosából, Tattából. Ő volt a legnagyobb hatalmú Mogul kormányzó, aki Szindhet igazgatta, és akinek köszönhetően a régió szilárdan hűséges lett a mogulokhoz. Szindhet behálózták kisebb-nagyobb erődítmények, melyek legénységét lovasság és testőrség képezte, melyek még tovább erősítették a mogul hatalmat Sáh Dzsahán mogul sah idején.Mizra Gázi a nagyhatalmú Mirza klán leszármazottja volt, amely a régióba a mogul-dinasztiát megalapító Bábur béggel érkezett Dél-Ázsiába, hogy meghódítsa azt 1526-ban. Mirza Gázi három nyelven beszélt, ezek a szindi (anyanyelve), perzsa (a Mogul birodalom hivatalos nyelve) és valamilyen török nyelvet. 
Arról ismert, hogy ő fejeztette be a tattai Sáh Dzsahán mecset emlékművet, amely 1647 és 1649 között épült, valamint arról, hogy ő vezette be a szindhi abdzsadot (új szindi ábécé az eredeti arab ábécé mellett). Egy karizmatikus vezető volt, akinek szenvedélye a lóháton való íjászat és a szúfi tanítások voltak. Mirza Gázi bég intézkedéseket foganatosított a lázadó hindu brahminok ellen. Uralkodása alatt 1568-ban a portugál admirális, Fernão Mendes Pinto, Szindh Debál nevű kikötőjét támadta meg azzal a szándékkal, hogy elpusztítsa az ott horgonyzó oszmán hajókat. A kikötő komolyan megsérült és egy nagy létszámú muskétákkal felszerelt mogul sereget telepítettek a partokra hogy megakadályozzák a hasonló támadásokat és a portugál partraszállást. 

## Lásd még
- Mogul (törzs)
- Tarkan
- Mogul tarkanok
- Mogul Birodalom
- Mogul fegyverek

## Fordítás
Ez a szócikk részben vagy egészben  a   Mirza Ghazi Beg című angol Wikipédia-szócikk fordításán alapul.  Az eredeti cikk szerkesztőit annak laptörténete sorolja fel. Ez a jelzés csupán a megfogalmazás eredetét és a szerzői jogokat jelzi, nem szolgál a cikkben szereplő információk forrásmegjelöléseként.